# Mõisamaa
Mõisamaa es un despoblado del municipio de Toila, en el condado de Ida-Viru, Estonia.